# Saison 1949-1950 des Warriors de Philadelphie
La saison 1949-1950 des Warriors de Philadelphie est la quatrième saison des Warriors dans la NBA. Les Warriors terminent la saison quatrième de la Conférence Est. Cette année-la, ils perdent la série de demi-finale de Division Est des playoffs NBA face aux Nationals de Syracuse.

## Draft
| Tour | Choix | Joueur       | Poste | Nationalité | Provenance                     |
| ---- | ----- | ------------ | ----- | ----------- | ------------------------------ |
| 1    | 6     | Vern Gardner | SG    | États-Unis  | Utes de l'Utah                 |
| 2    | 18    | Jim Nolan    | C     | États-Unis  | Yellow Jackets de Georgia Tech |
| 3    | 30    | Nelson Bobb  | PG    | États-Unis  | Owls de Temple                 |

## Matchs

### Saison régulière
| Saison régulière Total: 24-44 (Domicile : -; Extérieur : -) |

| Match | Date match | Équipe      | Score   | Meilleur marqueur | Meilleur rebondeur | Meilleur passeur                 | Lieux Spectateurs   | Série |
| ----- | ---------- | ----------- | ------- | ----------------- | ------------------ | -------------------------------- | ------------------- | ----- |
| 1     | 2 novembre | Minneapolis | D 69-81 | Joe Fulks (32)    | -                  | George Senesky (5)               | Philadelphia Arena  | 0 - 1 |
| 2     | 4 novembre | Saint-Louis | V 79-58 | Joe Fulks (26)    | -                  | George Senesky (6)               | Philadelphia Arena  | 1 - 1 |
| 3     | 5 novembre | Rochester   | D 53-83 | Joe Fulks (14)    | -                  | George Senesky, Vern Gardner (2) | Edgerton Park Arena | 1 - 2 |

### Playoffs
| Playoffs Total: 0-2 (Domicile : 0-1; Extérieur : 0-1) |

| Match | Date match | Équipe   | Score   | Meilleur marqueur  | Meilleur rebondeur | Meilleur passeur | Lieux Spectateurs   | Série |
| ----- | ---------- | -------- | ------- | ------------------ | ------------------ | ---------------- | ------------------- | ----- |
| 1     | 22 mars    | Syracuse | D 76-93 | Chink Crossin (20) | -                  | Al Guokas (4)    | State Fair Coliseum | 0 - 1 |
| 2     | 23 mars    | Syracuse | D 53-59 | Vern Gardner (17)  | -                  | Leo Mogus (4)    | Philadelphia Arena  | 0 - 2 |

## Classements
| Division Est             | V  | D  | PCT    | GB |
| ------------------------ | -- | -- | ------ | -- |
| Nationals de Syracuse    | 51 | 13 | 79,7 % | -  |
| Knicks de New York       | 40 | 28 | 58,8 % | 13 |
| Capitols de Washington   | 32 | 36 | 47,1 % | 21 |
| Warriors de Philadelphie | 26 | 42 | 38,2 % | 27 |
| Bullets de Baltimore     | 25 | 43 | 36,8 % | 28 |
| Celtics de Boston        | 22 | 46 | 32,4 % | 31 |